# الأكمةالسفلى (بعدان)

تعديل مصدري - تعديل

الأكمة السفلى هي إحدى قرى عزلة بني منصور بمديرية بعدان التابعة لمحافظة إب، بلغ تعداد سكانها 138 نسمة حسب تعداد اليمن لعام 2004.